# Manasia, Ialomița
Manasia este o comună în județul Ialomița, Muntenia, România, formată numai din satul de reședință cu același nume.

## Așezare
Comuna se află pe malul stâng al Ialomiței, imediat în aval de orașul Urziceni. Este străbătută de șoseaua națională DN2A, care leagă Urziceniul de Slobozia. La Manasia, din acest drum se ramifică șoseaua județeană DJ203B care duce spre nord-est la Gârbovi, Valea Măcrișului și Grindu.
Prin comună trec și căile ferate Urziceni–Slobozia și Urziceni–Făurei, comuna fiind deservită doar pe ultima din ele de stația Manasia.

## Demografie
Componența etnică a comunei Manasia
     Români (83,75%)
     Romi (5,5%)
     Alte etnii (0,36%)
     Necunoscută (10,39%)
Componența confesională a comunei Manasia
     Ortodocși (88,61%)
     Alte religii (0,48%)
     Necunoscută (10,91%)
Conform recensământului efectuat în 2021, populația comunei Manasia se ridică la 4.197 de locuitori, în scădere față de recensământul anterior din 2011, când fuseseră înregistrați 4.405 locuitori. Majoritatea locuitorilor sunt români (83,75%), cu o minoritate de romi (5,5%), iar pentru 10,39% nu se cunoaște apartenența etnică. Din punct de vedere confesional, majoritatea locuitorilor sunt ortodocși (88,61%), iar pentru 10,91% nu se cunoaște apartenența confesională.

## Politică și administrație
Comuna Manasia este administrată de un primar și un consiliu local compus din 13 consilieri. Primarul, Alexandru Veihemer[*], de la Partidul Social Democrat, este în funcție din octombrie 2020. Începând cu alegerile locale din 2024, consiliul local are următoarea componență pe partide politice:
|  | Partid                          | Consilieri | Componența Consiliului | Componența Consiliului | Componența Consiliului | Componența Consiliului | Componența Consiliului |
|  | ------------------------------- | ---------- | ---------------------- | ---------------------- | ---------------------- | ---------------------- | ---------------------- |
|  | Partidul Social Democrat        | 5          |                        |                        |                        |                        |                        |
|  | Alianța Dreapta Unită           | 4          |                        |                        |                        |                        |                        |
|  | Partidul Puterii Umaniste       | 2          |                        |                        |                        |                        |                        |
|  | Alianța pentru Unirea Românilor | 1          |                        |                        |                        |                        |                        |
|  | Partidul Național Liberal       | 1          |                        |                        |                        |                        |                        |

## Istorie
La sfârșitul secolului al XIX-lea, comuna făcea parte din plasa Câmpul a județului Ialomița și avea un singur sat în compunere, cu 1081 de locuitori. În comună funcționau două biserici și o școală mixtă cu 50 de elevi (dintre care 7 fete).
Anuarul Socec din 1925 consemnează comuna în plasa Urziceni a aceluiași județ, având 2152 de locuitori. În 1931, a căpătat statut de comună suburbană a comunei urbane Urziceni.
În 1950, comuna a trecut în administrarea raionului Urziceni din regiunea Ialomița, apoi (după 1952) din regiunea Ploiești și (după 1956) din regiunea București. În 1968, organizarea administrativă a revenit la cea pe județe, iar comuna a trecut la județul Ilfov, păstrându-și statutul de comună suburbană a Urziceniului. În 1981, o reorganizare administrativă regională a dus la transferarea comunei, împreună cu orașul, înapoi la județul Ialomița. Din 1989, noțiunea de comună suburbane a fost desființată și comuna a fost subordonată direct județului Ialomița.

## Monumente istorice
În comuna Manasia se află ansamblul conacului Hagianoff (datând din 1899), cuprinzând conacul, crama și parcul, precum și biserica „Înălțarea Domnului”, cu mormântul ctitorului, Efrem Obrenovici, construită în anii 1842–1852. Ambele sunt monumente istorice de arhitectură de interes național.
În rest, în comună mai există alte trei obiective incluse în lista monumentelor istorice din județul Ialomița ca monumente de interes local. Toate sunt clasificate ca monumente de arhitectură și se află în satul Manasia: primăria (datând dun 1934), casa Ion Stanciu (secolul al XX-lea) și casa cu prăvălie Ion Negrea (1938).